# Arnold Bon
Arnold Bon (vóór 1634 - Delft, begraven op 7 november 1691) was een Delfts uitgever en drukker. 
Bon trad in 1651 toe tot het drukkersgilde, en was de officiële drukker van het stadsbestuur tussen 1660 en ongeveer 1690. Hij woonde aan de noordzijde van de Markt in het huis dat oorspronkelijk Montfoort werd genoemd en later Vinder van de Druckkonst (Uitvinder van de Drukkunst). Hij gaf het beroemde boek Beschryvinge der stadt Delf van Dirck van Bleyswijck uit (deel I 1667; deel II 1680), waarin hij een lovend gedicht over Johannes Vermeer en Carel Fabritius opnam.
Bon was een kleine dichter. In 1652 publiceerde hij een verzameling van zijn eigen werk, voornamelijk Nederlandse gedichten en populaire liedjes waarvan toen de zogenaamde Mopsjes vol stonden. Deze liedjes brachten vrolijkheid in de periode waarin men veel zong. Hoewel hij in de opdracht van zijn boekje Delfse Cupidoos schighje uit 1652 aan de meisjes verzekerde dat de liedjes niet bedoeld waren om te prikkelen, maar eerder om afkeer van wellustige liefdespraktijken te bevorderen, was de toon erg los en ondeugend.